# Тендер (вагон)

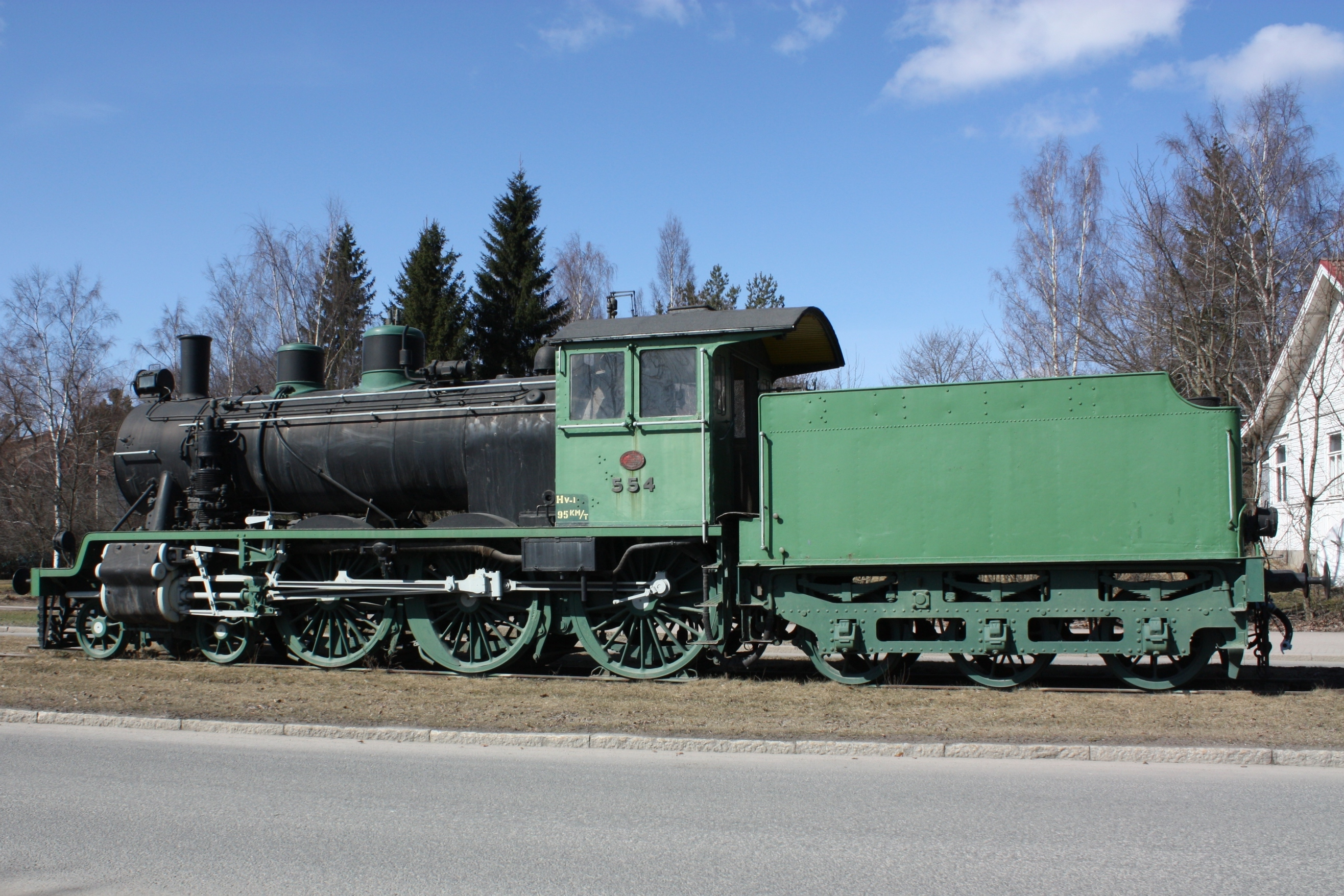
Паровоз і тендер.

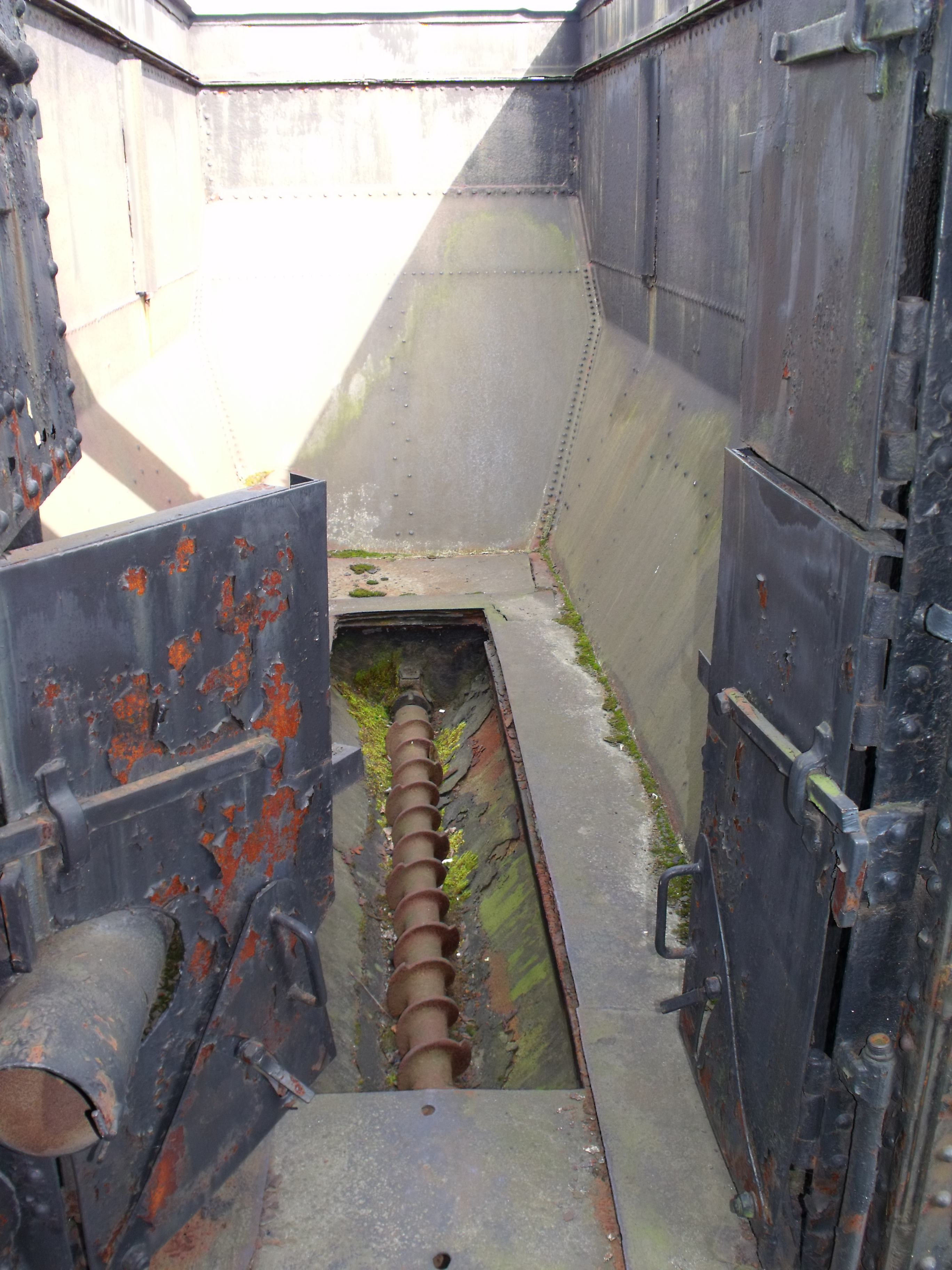
Гвинт механічного вуглеподавача тендера. Вигляд з паровоза.

Тендер (від англ. tender — «той, що обслуговує») — спеціальний вантажний вагон, що постійно з'єднаний з паровозом і є його невід'ємною частиною. Призначений для перевезення запасів палива (дров, вугілля, мазуту) й води.
Хоча більшість паровозів мали тендери, існували також танк-паровози, які весь запас палива й води перевозили на собі й не потребували тендера.
У тендерах великих паровозів, на яких годинна витрата вугілля становила понад 2500-3000 кг й ручне опалення ставало неможливим, встановлювали спеціальні механічні вуглеподавачі.

## Характеристики
Тендери окремих серій радянських паровозів мають такі характеристики: тендер паровоза ФД вміщує 44 т води й 22 т вугілля, паровозу Л — 28 т води й 18 т вугілля, тендер типу П-27 паровозів СО, Су і Ер — 27,2 т води й 18 т вугілля, тендер паровозів ЛВ й П36 — 47 т води й 24 т вугілля.

## Будова
Паровози останніх радянських конструкцій мали чотиривісні й шестивісні тендери на двох двовісних або тривісних візках. Певна кількість паровозів серії ТЕ, що потрапили до Радянського Союзу з Німеччини як трофеї після Другої світової війни й використовувалися до 1970-х років, мали чотиривісні тендери без візків, з однією жорсткою рамою.